# Astragalus goeznensis
Astragalus goeznensis es una especie de planta del género Astragalus, de la familia de las leguminosas, orden Fabales.

## Distribución
Astragalus goeznensis se distribuye por Turquía.

## Taxonomía
Fue descrita científicamente por Eig. Fue publicada en Syst. Stud. Astragalus Near East: 38 (1955).